# La Châtaigneraie
La Châtaigneraie és un municipi francès de la regió del País del Loira, departament de la Vendée.